# Tramacastiel
Tramacastiel is een gemeente in de Spaanse provincie Teruel in de regio Aragón met een oppervlakte van 47,29 km². Tramacastiel telt 66 inwoners (1 januari 2016).

## Demografische ontwikkeling
Bron: INE, 1857-2011: volkstellingen